# (74486) 1999 CA102
(74486) 1999 CA102 – planetoida z pasa głównego asteroid okrążająca Słońce w ciągu 5,22 lat w średniej odległości 3,01 j.a. Odkryta 10 lutego 1999 roku.